# جايمي لوبيز
جايمي لوبيز (بالإسبانية: Jaime López)‏ هو رياضي خماسي إسباني، ولد في 13 فبراير 1986 في تيلدي في إسبانيا.

## وصلات خارجية
- جايمي لوبيز على موقع الاتحاد الدولي للخماسي الحديث (الإنجليزية)
- جايمي لوبيز على موقع أوليمبيديا (الإنجليزية)